# يونيو 2013
يونيو 2013 هو الشهر السادس من عام 2013، بدأ يوم السبت، وأنتهى يوم الأحد، وأمتد لثلاثين يومًا.

## بوابة:أحداث جارية
| \| 19 يونيو 2013 (الأربعاء) \| عدل \| تاريخ \| راقب \| تصفح \|    |     |       |      |      |
| - قوات الأسد وعناصر حزب الله يستخدمون الكيماوي في زملكا (العربية) |     |       |      |      |
| 19 يونيو 2013 (الأربعاء)                                          | عدل | تاريخ | راقب | تصفح |

| أحداث جارية |
| --- |
| - أزمة الدين الحكومي اليوناني - جائحة فيروس كورونا 2019–20 - التدخل العسكري الروسي في أوكرانيا - التدخل العسكري الروسي في سوريا - الحرب الأهلية السورية - الهجوم على شمال غرب سوريا (2024) - الحرب الأهلية السودانية 2023 - عملية طوفان الأقصى - الحرب الفلسطينية الإسرائيلية (الخط الزمني) - صراع حزب الله وإسرائيل (2023–الآن) - - أزمة البحر الأحمر - الهجمات على القواعد الأمريكية في العراق وسوريا 2023 - الأزمة الإنسانية في غزة (2023 – الآن) تفاصيل أكثر النزاعات الجارية أدناه |

| وفيات حديثة |
| --- |
| - 16 مارس: أنطوان كرباج - 16 مارس: إيميلي ديكيني - 17 مارس: لي شاو كي - 17 مارس: أبو إسحاق الحويني - 17 مارس: أبو حمزة - 17 مارس: جون فرازير (لاعب كرة قدم بريطاني) - 18 مارس: قسطنطين رودريغيز - 18 مارس: محمود أبو وطفة - 18 مارس: نادية كاسيني - 18 مارس: ولامير ماركيز - 18 مارس: دينيز باوتشر - 18 مارس: عبد الرحمن حاجي أحمدي - 18 مارس: مارشال راوش - 18 مارس: عصام الدعاليس - 18 مارس: جان ميشيل (سياسي) - 19 مارس: أندريا ديليباشيتش - 19 مارس: هيرنان غودوي - 20 مارس: عثمان سيناف - 20 مارس: إدي جوردان - 20 مارس: نورمان كلارك |

| نزاعات جارية |
| --- |
| - التدخل العسكري الدولي ضد تنظيم الدولة الإسلامية (داعش) - الكاميرون - الحرب الأهلية الكاميرونية - جمهورية إفريقيا الوسطى - حرب جمهورية إفريقيا الوسطى الأهلية (2012–الآن) - جمهورية الكونغو الديموقراطية - تمرد القوات الديمقراطية المتحالفة - صراع كيفو - الحرب الأهلية الأثيوبية (2018-حاليا) - صراع أمهرة [الإنجليزية] - موزمبيق - التمرد الإسلاموي في موزمبيق - نيجيريا - تمرد بوكو حرام - التمرد الإسلامي في الساحل - تمرد الجهاديين في بوركينا فاسو · حرب مالي - الحرب الأهلية الصومالية - الحرب في الصومال (2009–الآن) - السودان - الحرب الأهلية السودانية 2023 - النزاع في أفغانستان - النزاع بين طالبان والدولة الإسلامية في أفغانستان - صراع بنجشير - الهند - التمرد في جامو وكشمير - العصيان الماوي-الناكسالي - إندونيسيا - أزمة بابوا - الصراع الداخلي في ميانمار - الحرب الأهلية في ميانمار (2021-الحاضر) - باكستان - صراع بلوشستان - عصيان خيبر بختونخوا - الصراع الأهلي في الفلبين - التمرد الشيوعي في الفلبين - الحرب الروسية الأوكرانية - الغزو الروسي لأوكرانيا 2022 - صراع العراق (2003–الآن) - التمرد العراقي (2017–الآن) - صراع إسرائيل وغزة - الحرب الفلسطينية الإسرائيلية 2023 - هجمات الحوثيين على إسرائيل (2023 - 2024) - الحرب الأهلية السورية - التدخل الأجنبي في الحرب الأهلية السورية - تركيا - الولايات المتحدة - اليمن - الحرب الأهلية اليمنية (2014–الآن) - التدخل العسكري في اليمن |